# Smythite
La smythite è un minerale.